# Memecylon englerianum
Memecylon englerianum är en tvåhjärtbladig växtart som beskrevs av Célestin Alfred Cogniaux. Memecylon englerianum ingår i släktet Memecylon och familjen Melastomataceae. Inga underarter finns listade i Catalogue of Life.